# Temporada da ATP de 2020
A temporada da ATP de 2020 foi o circuito masculino dos tenistas profissionais de elite para o ano em questão. A Associação de Tenistas Profissionais (ATP) organiza a maioria dos eventos – os ATP Masters 1000, ATP 500, os ATP 250, o de fim de temporada (ATP Finals), o ATP Next Gen Finals e a ATP Cup, enquanto que a Federação Internacional de Tênis (ITF) tem os torneios do Grand Slam, o evento tenístico dos Jogos Olímpicos e a Copa Davis.
O início se dá uma semana depois do normal, já dentro do ano vigente. Devido aos Jogos Olímpicos, os torneios das semanas próximas ao evento, que ocorre entre julho e agosto, são reorganizados.

## Calendário

### Países
| Torneios | País(es)                                                                           | País(es)                                                               |
| -------- | ---------------------------------------------------------------------------------- | ---------------------------------------------------------------------- |
| 4        | Estados Unidos                                                                     | França                                                                 |
| 3        | Alemanha                                                                           | Austrália                                                              |
| 2        | Argentina · Áustria                                                                | Itália                                                                 |
| 1        | Bélgica · Brasil · Bulgária · Catar · Cazaquistão · Chile · Emirados Árabes Unidos | Grã-Bretanha · Índia · México · Nova Zelândia · Países Baixos · Rússia |

### Mês a mês

#### Legenda
Abaixo estão exemplos, com explicações usando o elemento dica de contexto. Basta passar o cursor sobre cada linha pontilhada para lê-las.
| Semana de                   | Torneio                                                                                        | Campeã(s)(o/ões)            | Vice-campeã(s)(o/ões)     | Resultado            |
| --------------------------- | ---------------------------------------------------------------------------------------------- | --------------------------- | ------------------------- | -------------------- |
| 16 de janeiro 23 de janeiro | Australian Open · Melbourne, Austrália · Grand Slam · A$ 12.176.550 – duro – 128S•96Q•64D•32DM | jogador(a) 1                | jogador(a) 2              | 7–61, 4–6, 7–6(10–6) |
| 16 de janeiro 23 de janeiro | Australian Open · Melbourne, Austrália · Grand Slam · A$ 12.176.550 – duro – 128S•96Q•64D•32DM | jogador(a) 3 · jogador(a) 4 | jogador(a) 5 jogador(a) 6 | 4–6, 6–4, [11–9]     |
| 16 de janeiro 23 de janeiro | Australian Open · Melbourne, Austrália · Grand Slam · A$ 12.176.550 – duro – 128S•96Q•64D•32DM | jogadora 7 jogador 8        | jogadora 9 jogador 10     | 6–2, 4–6, [10–3]     |

| Casos excepcionais | Premiação               | Grand Slam | Grand Slam | Grand Slam |
| Casos excepcionais | Premiação               | Variável   |            |            |
| Casos excepcionais | Número de participantes | QD         | E          |            |
| Casos excepcionais | Ordenação dos torneios  |            |            |            |

| Ícones | Clicável      |                                        |                                           |
| Ícones | Clicável      | edição do torneio                      |                                           |
| Ícones | Não-clicáveis |                                        | primeiro título conquistado na modalidade |
| Ícones | Não-clicáveis | o(a) jogador(a)/país defendeu o título |                                           |

#### Janeiro
| Semana de                   | Torneio | Campeã(s)(o/ões)                                                                           | Vice-campeã(s)(o/ões)                                                                                         | Resultado               |
| --------------------------- | --- | ------------------------------------------------------------------------------------------ | --- | ----------------------- |
| 6 de janeiro                | Qatar ExxonMobil Open Doha, Catar ATP 250 US$ 1.465.260 – duro – 28S•16Q•16D                                                        | Andrey Rublev                                                                              | Corentin Moutet                                                                                               | 6–2, 7–63               |
| 6 de janeiro                | Qatar ExxonMobil Open Doha, Catar ATP 250 US$ 1.465.260 – duro – 28S•16Q•16D                                                        | Rohan Bopanna Wesley Koolhof                                                               | Luke Bambridge Santiago González                                                                              | 3–6, 6–2, [10–6]        |
| 6 de janeiro                | ATP Cup Brisbane, Austrália Perth, Austrália Sydney, Austrália Competição de curta duração entre países US$ 15.000.000 – duro – 24E | Sérvia · Nikola Čačić · Novak Djokovic · Dušan Lajović · Nikola Milojević · Viktor Troicki | Espanha · Roberto Bautista Agut · Pablo Carreño Busta · Feliciano López · Rafael Nadal · Albert Ramos Viñolas | 2–1                     |
| 7 de janeiro                | Adelaide International Adelaide, Austrália ATP 250 US$ 610.010 – duro – 28S•16Q•16D                                                 | Andrey Rublev                                                                              | Lloyd Harris                                                                                                  | 6–3, 6–0                |
| 7 de janeiro                | Adelaide International Adelaide, Austrália ATP 250 US$ 610.010 – duro – 28S•16Q•16D                                                 | Máximo González Fabrice Martin                                                             | Ivan Dodig Filip Polášek                                                                                      | 7–612, 6–3              |
| 7 de janeiro                | ASB Classic Auckland, Nova Zelândia ATP 250 US$ 610.010 – duro – 28S•16Q•16D                                                        | Ugo Humbert                                                                                | Benoît Paire                                                                                                  | 7–62, 3–6, 7–65         |
| 7 de janeiro                | ASB Classic Auckland, Nova Zelândia ATP 250 US$ 610.010 – duro – 28S•16Q•16D                                                        | Luke Bambridge · Ben McLachlan                                                             | Marcus Daniell Philipp Oswald                                                                                 | 7–63, 6–3               |
| 20 de janeiro 27 de janeiro | Australian Open Melbourne, Austrália Grand Slam A$ 32.846.000 – duro – 128S•128Q•64D•32DM                                           | Novak Djokovic                                                                             | Dominic Thiem                                                                                                 | 6–4, 4–6, 2–6, 6–3, 6–4 |
| 20 de janeiro 27 de janeiro | Australian Open Melbourne, Austrália Grand Slam A$ 32.846.000 – duro – 128S•128Q•64D•32DM                                           | Rajeev Ram Joe Salisbury                                                                   | Max Purcell Luke Saville                                                                                      | 6–4, 6–2                |
| 20 de janeiro 27 de janeiro | Australian Open Melbourne, Austrália Grand Slam A$ 32.846.000 – duro – 128S•128Q•64D•32DM                                           | Barbora Krejčíková Nikola Mektić                                                           | Bethanie Mattek-Sands Jamie Murray                                                                            | 5–7, 6–4, [10–1]        |

#### Fevereiro
| Semana de       | Torneio | Campeão(s)                                            | Vice-campeão(s)                      | Resultado          |
| --------------- | --- | ----------------------------------------------------- | ------------------------------------ | ------------------ |
| 3 de fevereiro  | Córdoba Open Córdoba, Argentina ATP 250 US$ 610.010 – saibro – 28S•16Q•16D                                        | Cristian Garín                                        | Diego Schwartzman                    | 2–6, 6–4, 6–0      |
| 3 de fevereiro  | Córdoba Open Córdoba, Argentina ATP 250 US$ 610.010 – saibro – 28S•16Q•16D                                        | Marcelo Demoliner Matwé Middelkoop                    | Leonardo Mayer Andrés Molteni        | 6–3, 7–64          |
| 3 de fevereiro  | Open Sud de France Montpellier, França ATP 250 € 606.350 – duro (coberto) – 28S•16Q•16D                           | Gaël Monfils                                          | Vasek Pospisil                       | 7–5, 6–3           |
| 3 de fevereiro  | Open Sud de France Montpellier, França ATP 250 € 606.350 – duro (coberto) – 28S•16Q•16D                           | Nikola Čačić Mate Pavić                               | Aisam-ul-Haq Qureshi Dominic Inglot  | 6–4, 46–7, [10–4]  |
| 3 de fevereiro  | Tata Open Maharashtra Pune, Índia ATP 250 US$ 610.010 – duro – 28S•16Q•16D                                        | Jiří Veselý                                           | Egor Gerasimov                       | 7–62, 5–7, 6–3     |
| 3 de fevereiro  | Tata Open Maharashtra Pune, Índia ATP 250 US$ 610.010 – duro – 28S•16Q•16D                                        | André Göransson · Christopher Rungkat                 | Jonathan Erlich Andrei Vasilevski    | 6–2, 3–6, [10–8]   |
| 10 de fevereiro | ABN AMRO World Tennis Tournament Roterdã, Países Baixos ATP 500 € 2.155.295 – duro (coberto) – 32S•16Q•16D•4QD    | Gaël Monfils                                          | Félix Auger-Aliassime                | 6–2, 6–4           |
| 10 de fevereiro | ABN AMRO World Tennis Tournament Roterdã, Países Baixos ATP 500 € 2.155.295 – duro (coberto) – 32S•16Q•16D•4QD    | Pierre-Hugues Herbert Nicolas Mahut                   | Henri Kontinen Jan-Lennard Struff    | 7–65, 4–6, [10–7]  |
| 10 de fevereiro | Argentina Open Buenos Aires, Argentina ATP 250 US$ 696.280 – saibro – 28S•16Q•16D                                 | Casper Ruud                                           | Pedro Sousa                          | 6–1, 6–4           |
| 10 de fevereiro | Argentina Open Buenos Aires, Argentina ATP 250 US$ 696.280 – saibro – 28S•16Q•16D                                 | Marcel Granollers · Horacio Zeballos                  | Guillermo Durán Juan Ignacio Londero | 6–4, 5–7, [18–16]  |
| 10 de fevereiro | New York Open Nova York, Estados Unidos ATP 250 US$ 804.180 – duro (coberto) – 28S•16Q•16D                        | Kyle Edmund                                           | Andreas Seppi                        | 7–5, 6–1           |
| 10 de fevereiro | New York Open Nova York, Estados Unidos ATP 250 US$ 804.180 – duro (coberto) – 28S•16Q•16D                        | Aisam-ul-Haq Qureshi Dominic Inglot                   | Steve Johnson Reilly Opelka          | 7–65, 7–66         |
| 17 de fevereiro | Rio Open Rio de Janeiro, Brasil ATP 500 US$ 1.915.485 – saibro – 32S•16Q•16D•4QD                                  | Cristian Garín                                        | Gianluca Mager                       | 7–63, 7–5          |
| 17 de fevereiro | Rio Open Rio de Janeiro, Brasil ATP 500 US$ 1.915.485 – saibro – 32S•16Q•16D•4QD                                  | Marcel Granollers Horacio Zeballos                    | Salvatore Caruso Federico Gaio       | 6–4, 5–7, [10–7]   |
| 17 de fevereiro | Delray Beach Open Delray Beach, Estados Unidos ATP 250 US$ 673.655 – duro – 32S•16Q•16D                           | Reilly Opelka                                         | Yoshihito Nishioka                   | 7–5, 46–7, 6–2     |
| 17 de fevereiro | Delray Beach Open Delray Beach, Estados Unidos ATP 250 US$ 673.655 – duro – 32S•16Q•16D                           | Bob Bryan · Mike Bryan                                | Luke Bambridge Ben McLachlan         | 3–6, 7–5, [10–5]   |
| 17 de fevereiro | Open 13 Provence Marselha, França ATP 250 € 769.670 – duro (coberto) – 28S•16Q•16D                                | Stefanos Tsitsipas                                    | Félix Auger-Aliassime                | 6–3, 6–4           |
| 17 de fevereiro | Open 13 Provence Marselha, França ATP 250 € 769.670 – duro (coberto) – 28S•16Q•16D                                | Nicolas Mahut Vasek Pospisil                          | Wesley Koolhof Nikola Mektić         | 6–3, 6–4           |
| 24 de fevereiro | Abierto Mexicano Telcel Acapulco, México ATP 500 US$ 2.000.845 – duro – 32S•16Q•16D•4QD                           | Rafael Nadal                                          | Taylor Fritz                         | 6–3, 6–2           |
| 24 de fevereiro | Abierto Mexicano Telcel Acapulco, México ATP 500 US$ 2.000.845 – duro – 32S•16Q•16D•4QD                           | Łukasz Kubot Marcelo Melo                             | Juan Sebastián Cabal Robert Farah    | 7–66, 46–7, [11–9] |
| 24 de fevereiro | Dubai Duty Free Tennis Championships Dubai, Emirados Árabes Unidos ATP 500 US$ 2.950.420 – duro – 32S•16Q•16D•4QD | Novak Djokovic                                        | Stefanos Tsitsipas                   | 6–3, 6–4           |
| 24 de fevereiro | Dubai Duty Free Tennis Championships Dubai, Emirados Árabes Unidos ATP 500 US$ 2.950.420 – duro – 32S•16Q•16D•4QD | John Peers Michael Venus                              | Raven Klaasen Oliver Marach          | 6–3, 6–2           |
| 24 de fevereiro | Chile Dove Men+Care Open Santiago, Chile ATP 250 US$ 674.730 – saibro – 28S•16Q•16D                               | Thiago Seyboth Wild                                   | Casper Ruud                          | 7–5, 4–6, 6–3      |
| 24 de fevereiro | Chile Dove Men+Care Open Santiago, Chile ATP 250 US$ 674.730 – saibro – 28S•16Q•16D                               | Roberto Carballés Baena · Alejandro Davidovich Fokina | Marcelo Arévalo Jonny O'Mara         | 7–63, 6–1          |

#### Março
| Semana de               | Torneio | Campeão(s) | Vice-campeão(s) | Resultado                                       |
| ----------------------- | --- | --- | --- | ----------------------------------------------- |
| 2 de março              | Copa Davis: qualificatório Zagreb, Croácia – duro (coberto) Debrecen, Hungria – duro (coberto) Bogotá, Colômbia – saibro (coberto) Honolulu, Estados Unidos – duro (coberto) Adelaide, Austrália – duro Cagliari, Itália – saibro Düsseldorf, Alemanha – duro (coberto) Astana, Cazaquistão – duro (coberto) Bratislava, Eslováquia – saibro (coberto) Premstätten, Áustria – duro (coberto) Miki, Japão – duro (coberto) Estocolmo, Suécia – duro (coberto) Competição de longa duração entre países | · Croácia · Hungria · Colômbia · Estados Unidos · Austrália · Itália · Alemanha · Cazaquistão · Chéquia · Áustria · Equador · Suécia | · Índia · Bélgica · Argentina · Uzbequistão · Brasil · Coreia do Sul · Bielorrússia · Países Baixos · Eslováquia · Uruguai · Japão · Chile | 3–1 3–2 3–1 4–0 3–1 4–0 4–1 3–1 1–3 3–1 0–3 3–1 |
| 9 de março 16 de março  | BNP Paribas Open Indian Wells, Estados Unidos ATP Masters 1000 US$ 9.735.685 – duro – 96S•48Q•32D | Cancelado devido à pandemia de COVID-19                                                                                              | Cancelado devido à pandemia de COVID-19 | Cancelado devido à pandemia de COVID-19         |
| 23 de março 30 de março | Miami Open Miami, Estados Unidos ATP Masters 1000 US$ 9.735.685 – duro – 96S•48Q•32D | Cancelado devido à pandemia de COVID-19                                                                                              | Cancelado devido à pandemia de COVID-19 | Cancelado devido à pandemia de COVID-19         |

#### Abril
| Semana de   | Torneio | Campeão(s)                              | Vice-campeão(s)                         | Resultado                               |
| ----------- | --- | --------------------------------------- | --------------------------------------- | --------------------------------------- |
| 6 de abril  | Fayez Saforim & Co. U.S. Men's Clay Court Championship Houston, Estados Unidos ATP 250 US$ 674.730 – saibro – 28S•16Q•16D | Cancelado devido à pandemia de COVID-19 | Cancelado devido à pandemia de COVID-19 | Cancelado devido à pandemia de COVID-19 |
| 6 de abril  | Grand Prix Hassan II Marraquexe, Marrocos ATP 250 € 606.350 – saibro – 32S•16Q•16D                                        | Cancelado devido à pandemia de COVID-19 | Cancelado devido à pandemia de COVID-19 | Cancelado devido à pandemia de COVID-19 |
| 13 de abril | Rolex Monte-Carlo Masters Roquebrune-Cap-Martin, França ATP Masters 1000 € 5.961.830 – saibro – 56S•28Q•32D               | Cancelado devido à pandemia de COVID-19 | Cancelado devido à pandemia de COVID-19 | Cancelado devido à pandemia de COVID-19 |
| 20 de abril | Barcelona Open Banc Sabadell Barcelona, Espanha ATP 500 € 2.803.265 – saibro – 48S•24Q•16D•4QD                            | Cancelado devido à pandemia de COVID-19 | Cancelado devido à pandemia de COVID-19 | Cancelado devido à pandemia de COVID-19 |
| 20 de abril | Hungarian Open Budapeste, Hungria ATP 250 € 606.350 – saibro – 28S•16Q•16D                                                | Cancelado devido à pandemia de COVID-19 | Cancelado devido à pandemia de COVID-19 | Cancelado devido à pandemia de COVID-19 |
| 27 de abril | Millennium Estoril Open Estoril, Portugal ATP 250 € 606.350 – saibro – 28S•16Q•16D                                        | Cancelado devido à pandemia de COVID-19 | Cancelado devido à pandemia de COVID-19 | Cancelado devido à pandemia de COVID-19 |
| 27 de abril | BMW Open Munique, Alemanha ATP 250 € 606.350 – saibro – 28S•16Q•16D                                                       | Cancelado devido à pandemia de COVID-19 | Cancelado devido à pandemia de COVID-19 | Cancelado devido à pandemia de COVID-19 |

#### Maio
| Semana de              | Torneio                                                                                      | Campeã(s)(o/ões)                                               | Vice-campeã(s)(o/ões)                                          | Resultado                                                      |
| ---------------------- | -------------------------------------------------------------------------------------------- | -------------------------------------------------------------- | -------------------------------------------------------------- | -------------------------------------------------------------- |
| 4 de maio              | Mutua Madrid Open Madri, Espanha ATP Masters 1000 € 7.659.165 – saibro – 56S•28Q•24D         | Remarcado - e depois cancelado - devido à pandemia de COVID-19 | Remarcado - e depois cancelado - devido à pandemia de COVID-19 | Remarcado - e depois cancelado - devido à pandemia de COVID-19 |
| 11 de maio             | Internazionali BNL d'Italia Roma, Itália ATP Masters 1000 € 6.168.080 – saibro – 56S•28Q•32D | Remarcado devido à pandemia de COVID-19                        | Remarcado devido à pandemia de COVID-19                        | Remarcado devido à pandemia de COVID-19                        |
| 18 de maio             | Banque Eric Sturdza Geneva Open Genebra, Suíça ATP 250 € 606.350 – saibro – 28S•16Q•16D      | Cancelado devido à pandemia de COVID-19                        | Cancelado devido à pandemia de COVID-19                        | Cancelado devido à pandemia de COVID-19                        |
| 18 de maio             | Open Parc Auvergne-Rhône-Alpes Lyon Lyon, França ATP 250 € 606.350 – saibro – 28S•16Q•16D    | Cancelado devido à pandemia de COVID-19                        | Cancelado devido à pandemia de COVID-19                        | Cancelado devido à pandemia de COVID-19                        |
| 25 de maio 1º de junho | Torneio de Roland Garros Paris, França Grand Slam € – saibro – 128S•128Q•64D•32DM            | Remarcado devido à pandemia de COVID-19                        | Remarcado devido à pandemia de COVID-19                        | Remarcado devido à pandemia de COVID-19                        |

#### Junho
| Semana de              | Torneio                                                                                       | Campeã(s)(o/ões)                        | Vice-campeã(s)(o/ões)                   | Resultado                               |
| ---------------------- | --------------------------------------------------------------------------------------------- | --------------------------------------- | --------------------------------------- | --------------------------------------- |
| 8 de junho             | Libéma Open 's-Hertogenbosch, Países Baixos ATP 250 € 735.790 – grama – 28S•16Q•16D           | Cancelado devido à pandemia de COVID-19 | Cancelado devido à pandemia de COVID-19 | Cancelado devido à pandemia de COVID-19 |
| 8 de junho             | MercedesCup Stuttgart, Alemanha ATP 250 € 780.570 – grama – 28S•16Q•16D                       | Cancelado devido à pandemia de COVID-19 | Cancelado devido à pandemia de COVID-19 | Cancelado devido à pandemia de COVID-19 |
| 15 de junho            | Grass Court Open Halle Halle, Alemanha ATP 500 € 2.275.690 – grama – 32S•16Q•16D•4QD          | Cancelado devido à pandemia de COVID-19 | Cancelado devido à pandemia de COVID-19 | Cancelado devido à pandemia de COVID-19 |
| 15 de junho            | Fever-Tree Championships Londres, Reino Unido ATP 500 € 2.275.960 – grama – 32S•16Q•16D•4QD   | Cancelado devido à pandemia de COVID-19 | Cancelado devido à pandemia de COVID-19 | Cancelado devido à pandemia de COVID-19 |
| 22 de junho            | Nature Valley International Eastbourne, Reino Unido ATP 250 US$ 771.680 – grama – 28S•16Q•16D | Cancelado devido à pandemia de COVID-19 | Cancelado devido à pandemia de COVID-19 | Cancelado devido à pandemia de COVID-19 |
| 22 de junho            | Mallorca Championships Maiorca, Espanha ATP 250 US$ 963.655 – grama – 28S•16Q•16D             | Cancelado devido à pandemia de COVID-19 | Cancelado devido à pandemia de COVID-19 | Cancelado devido à pandemia de COVID-19 |
| 29 de junho 6 de julho | Torneio de Wimbledon Londres, Reino Unido Grand Slam £ – grama – 128S•128Q•64D•48DM           | Cancelado devido à pandemia de COVID-19 | Cancelado devido à pandemia de COVID-19 | Cancelado devido à pandemia de COVID-19 |

#### Julho
| Semana de   | Torneio                                                                                         | Campeã(s)(o/ões)                                | Vice-campeã(s)(o/ões)                           | Resultado                                       |
| ----------- | ----------------------------------------------------------------------------------------------- | ----------------------------------------------- | ----------------------------------------------- | ----------------------------------------------- |
| 13 de julho | Hamburg European Open Hamburgo, Alemanha ATP 500 € 1.912.305 – saibro – 32S•15Q•16D•4QD         | Remarcado devido à pandemia de COVID-19         | Remarcado devido à pandemia de COVID-19         | Remarcado devido à pandemia de COVID-19         |
| 13 de julho | Nordea Open Båstad, Suécia ATP 250 € 606.350 – saibro – 28S•16Q•16D                             | Cancelado devido à pandemia de COVID-19         | Cancelado devido à pandemia de COVID-19         | Cancelado devido à pandemia de COVID-19         |
| 13 de julho | Hall of Fame Open Newport, Estados Unidos ATP 250 US$ 674.730 – grama – 28S•16Q•16D             | Cancelado devido à pandemia de COVID-19         | Cancelado devido à pandemia de COVID-19         | Cancelado devido à pandemia de COVID-19         |
| 20 de julho | Abierto Mexicano de Tenis Mifel Cabo San Lucas, México ATP 250 US$ 933.625 – duro – 28S•16Q•16D | Cancelado devido à pandemia de COVID-19         | Cancelado devido à pandemia de COVID-19         | Cancelado devido à pandemia de COVID-19         |
| 20 de julho | J. Safra Sarasin Swiss Open Gstaad Gstaad, Suíça ATP 250 € 606.350 – saibro – 28S•15Q•16D       | Cancelado devido à pandemia de COVID-19         | Cancelado devido à pandemia de COVID-19         | Cancelado devido à pandemia de COVID-19         |
| 20 de julho | Plava Laguna Croatia Open Umag Umago, Croácia ATP 250 € 606.350 – saibro – 28S•16Q•16D          | Cancelado devido à pandemia de COVID-19         | Cancelado devido à pandemia de COVID-19         | Cancelado devido à pandemia de COVID-19         |
| 27 de julho | Jogos Olímpicos Tóquio, Japão Jogos Olímpicos de Verão duro – 64S•32D•16DM                      | Adiados para 2021 devido à pandemia de COVID-19 | Adiados para 2021 devido à pandemia de COVID-19 | Adiados para 2021 devido à pandemia de COVID-19 |
| 27 de julho | BB&T Atlanta Open Atlanta, Estados Unidos ATP 250 US$ 804.180 – duro – 28S•16Q•16D              | Cancelado devido à pandemia de COVID-19         | Cancelado devido à pandemia de COVID-19         | Cancelado devido à pandemia de COVID-19         |
| 27 de julho | Generali Open Kitzbühel, Áustria ATP 250 € 606.350 – saibro – 28S•16Q•16D                       | Remarcado devido à pandemia de COVID-19         | Remarcado devido à pandemia de COVID-19         | Remarcado devido à pandemia de COVID-19         |

#### Agosto
| Semana de                  | Torneio                                                                                               | Campeã(s)(o/ões)                        | Vice-campeã(s)(o/ões)                   | Resultado                               |
| -------------------------- | --- | --------------------------------------- | --------------------------------------- | --------------------------------------- |
| 3 de agosto                | sem torneios programados                                                                              | sem torneios programados                | sem torneios programados                | sem torneios programados                |
| 10 agosto                  | Rogers Cup Toronto, Canadá ATP Masters 1000 US$ 6.753.510 – duro – 56S•28Q•32D                        | Cancelado devido à pandemia de COVID-19 | Cancelado devido à pandemia de COVID-19 | Cancelado devido à pandemia de COVID-19 |
| 17 de agosto               | Citi Open Washington, Estados Unidos ATP 500 US$ 2.108.865 – duro – 48S•19Q•16D•4QD                   | Cancelado devido à pandemia de COVID-19 | Cancelado devido à pandemia de COVID-19 | Cancelado devido à pandemia de COVID-19 |
| 24 de agosto               | Western & Southern Open Nova York, Estados Unidos ATP Masters 1000 US$ 4.674.780 – duro – 56S•48Q•32D | Novak Djokovic                          | Milos Raonic                            | 1–6, 6–3, 6–4                           |
| 24 de agosto               | Western & Southern Open Nova York, Estados Unidos ATP Masters 1000 US$ 4.674.780 – duro – 56S•48Q•32D | Pablo Carreño Busta · Alex de Minaur    | Jamie Murray Neal Skupski               | 6–2, 7–5                                |
| 24 de agosto               | Winston-Salem Open Winston-Salem, Estados Unidos ATP 250 US$ 835.020 – duro – 48S•16Q•16D             | Cancelado devido à pandemia de COVID-19 | Cancelado devido à pandemia de COVID-19 | Cancelado devido à pandemia de COVID-19 |
| 31 de agosto 7 de setembro | US Open Nova York, Estados Unidos Grand Slam US$ 21.656.000 – duro – 128S•32D                         | Dominic Thiem                           | Alexander Zverev                        | 2–6, 4–6, 6–4, 6–3, 7–66                |
| 31 de agosto 7 de setembro | US Open Nova York, Estados Unidos Grand Slam US$ 21.656.000 – duro – 128S•32D                         | Mate Pavić Bruno Soares                 | Wesley Koolhof Nikola Mektić            | 7–5, 6–3                                |

#### Setembro
| Semana de                   | Torneio                                                                                         | Campeã(s)(o/ões)                        | Vice-campeã(s)(o/ões)                   | Resultado                               |
| --------------------------- | ----------------------------------------------------------------------------------------------- | --------------------------------------- | --------------------------------------- | --------------------------------------- |
| 7 de setembro               | Generali Open Kitzbühel, Áustria ATP 250 € 400.335 – saibro – 28S•24Q•16D                       | Miomir Kecmanović                       | Yannick Hanfmann                        | 6–4, 6–4                                |
| 7 de setembro               | Generali Open Kitzbühel, Áustria ATP 250 € 400.335 – saibro – 28S•24Q•16D                       | Austin Krajicek Franko Škugor           | Marcel Granollers Horacio Zeballos      | 7–65, 7–5                               |
| 14 de setembro              | Mutua Madrid Open Madri, Espanha ATP Masters 1000 € 7.659.165 – saibro – 56S•28Q•24D            | Cancelado devido à pandemia de COVID-19 | Cancelado devido à pandemia de COVID-19 | Cancelado devido à pandemia de COVID-19 |
| 14 de setembro              | Internazionali BNL d'Italia Roma, Itália ATP Masters 1000 € 3.854.000 – saibro – 55S•61Q•32D    | Novak Djokovic                          | Diego Schwartzman                       | 7–5, 6–3                                |
| 14 de setembro              | Internazionali BNL d'Italia Roma, Itália ATP Masters 1000 € 3.854.000 – saibro – 55S•61Q•32D    | Marcel Granollers Horacio Zeballos      | Jérémy Chardy Fabrice Martin            | 6–4, 5–7, [10–8]                        |
| 21 de setembro              | Hamburg European Open Hamburgo, Alemanha ATP 500 € 1.203.960 – saibro – 32S•16Q•16D•4QD         | Andrey Rublev                           | Stefanos Tsitsipas                      | 6–4, 3–6, 7–5                           |
| 21 de setembro              | Hamburg European Open Hamburgo, Alemanha ATP 500 € 1.203.960 – saibro – 32S•16Q•16D•4QD         | John Peers Michael Venus                | Ivan Dodig Mate Pavić                   | 6–3, 6–4                                |
| 21 de setembro              | Moselle Open Metz, França ATP 250 € 606.350 – duro (coberto) – 28S•16Q•16D                      | Cancelado devido à pandemia de COVID-19 | Cancelado devido à pandemia de COVID-19 | Cancelado devido à pandemia de COVID-19 |
| 21 de setembro              | Laver Cup Boston, Estados Unidos Competição intercontinental – exibição duro (coberto) – 2E     | Cancelado devido à pandemia de COVID-19 | Cancelado devido à pandemia de COVID-19 | Cancelado devido à pandemia de COVID-19 |
| 28 de setembro              | Chengdu Open Chengdu, China ATP 250 US$ 1.255.180 – duro – 28S•16Q•16D                          | Cancelado devido à pandemia de COVID-19 | Cancelado devido à pandemia de COVID-19 | Cancelado devido à pandemia de COVID-19 |
| 28 de setembro              | Huajin Securities Zhuhai Championships Zhuhai, China ATP 250 US$ 1.034.655 – duro – 28S•16Q•16D | Cancelado devido à pandemia de COVID-19 | Cancelado devido à pandemia de COVID-19 | Cancelado devido à pandemia de COVID-19 |
| 28 de setembro 5 de outubro | Torneio de Roland Garros Paris, França Grand Slam € 18.209.038 – saibro – 128S•128Q•64D         | Rafael Nadal                            | Novak Djokovic                          | 6–0, 6–2, 7–5                           |
| 28 de setembro 5 de outubro | Torneio de Roland Garros Paris, França Grand Slam € 18.209.038 – saibro – 128S•128Q•64D         | Kevin Krawietz · Andreas Mies           | Mate Pavić Bruno Soares                 | 6–3, 7–5                                |

#### Outubro
| Semana de     | Torneio                                                                                              | Campeão(s)                              | Vice-campeão(s)                         | Resultado                               |
| ------------- | --- | --------------------------------------- | --------------------------------------- | --------------------------------------- |
| 5 de outubro  | China Open Pequim, China ATP 500 US$ 3.728.800 – duro – 32S•16Q•16D•4QD                              | Cancelado devido à pandemia de COVID-19 | Cancelado devido à pandemia de COVID-19 | Cancelado devido à pandemia de COVID-19 |
| 5 de outubro  | Rakuten Japan Open Tennis Championships Tóquio, Japão ATP 500 US$ 2.108.865 – duro – 32S•16Q•16D•3QD | Cancelado devido à pandemia de COVID-19 | Cancelado devido à pandemia de COVID-19 | Cancelado devido à pandemia de COVID-19 |
| 12 de outubro | Rolex Shanghai Masters Xangai, China ATP Masters 1000 US$ 8.741.630 – duro – 56S•28Q•32D             | Cancelado devido à pandemia de COVID-19 | Cancelado devido à pandemia de COVID-19 | Cancelado devido à pandemia de COVID-19 |
| 12 de outubro | St. Petersburg Open São Petersburgo, Rússia ATP 500 US$ 1.399.370 – duro (coberto) – 32S•16Q•16D•4QD | Andrey Rublev                           | Borna Ćorić                             | 7–65, 6–4                               |
| 12 de outubro | St. Petersburg Open São Petersburgo, Rússia ATP 500 US$ 1.399.370 – duro (coberto) – 32S•16Q•16D•4QD | Jürgen Melzer Édouard Roger-Vasselin    | Marcelo Demoliner Matwé Middelkoop      | 6–2, 7–64                               |
| 12 de outubro | bett1HULKS Indoors Colônia, Alemanha ATP 250 € 325.610 – duro (coberto) – 28S•16Q•16D                | Alexander Zverev                        | Félix Auger-Aliassime                   | 6–3, 6–3                                |
| 12 de outubro | bett1HULKS Indoors Colônia, Alemanha ATP 250 € 325.610 – duro (coberto) – 28S•16Q•16D                | Pierre-Hugues Herbert Nicolas Mahut     | Łukasz Kubot Marcelo Melo               | 6–4, 6–4                                |
| 12 de outubro | Forte Village Sardegna Open Pula, Itália ATP 250 € 271.345 – saibro – 28S•16Q•16D                    | Laslo Djere                             | Marco Cecchinato                        | 7–63, 7–5                               |
| 12 de outubro | Forte Village Sardegna Open Pula, Itália ATP 250 € 271.345 – saibro – 28S•16Q•16D                    | Marcus Daniell Philipp Oswald           | Juan Sebastián Cabal Robert Farah       | 6–3, 6–4                                |
| 19 de outubro | European Open Antuérpia, Bélgica ATP 250 € 735.790 – duro (coberto) – 28S•16Q•16D                    | Ugo Humbert                             | Alex de Minaur                          | 6–1, 7–64                               |
| 19 de outubro | European Open Antuérpia, Bélgica ATP 250 € 735.790 – duro (coberto) – 28S•16Q•16D                    | John Peers Michael Venus                | Rohan Bopanna Matwé Middelkoop          | 6–3, 6–4                                |
| 19 de outubro | bett1HULKS Championships Colônia, Alemanha ATP 250 € 271.345 – duro (coberto) – 28S•16Q•16D          | Alexander Zverev                        | Diego Schwartzman                       | 6–2, 6–1                                |
| 19 de outubro | bett1HULKS Championships Colônia, Alemanha ATP 250 € 271.345 – duro (coberto) – 28S•16Q•16D          | Raven Klaasen Ben McLachlan             | Kevin Krawietz Andreas Mies             | 6–2, 6–4                                |
| 19 de outubro | Stockholm Open Estocolmo, Suécia ATP 250 € 735.790 – duro (coberto) – 28S•16Q•16D                    | Cancelado devido à pandemia de COVID-19 | Cancelado devido à pandemia de COVID-19 | Cancelado devido à pandemia de COVID-19 |
| 19 de outubro | VTB Kremlin Cup Moscou, Rússia ATP 250 US$ 1.056.955 – duro (coberto) – 28S•16Q•16D                  | Cancelado devido à pandemia de COVID-19 | Cancelado devido à pandemia de COVID-19 | Cancelado devido à pandemia de COVID-19 |
| 26 de outubro | Swiss Indoors Basileia, Suíça ATP 500 € 2.276.790 – duro (coberto) – 32S•16Q•16D•4QD                 | Cancelado devido à pandemia de COVID-19 | Cancelado devido à pandemia de COVID-19 | Cancelado devido à pandemia de COVID-19 |
| 26 de outubro | Erste Bank Open Viena, Áustria ATP 500 € 1.550.950 – duro (coberto) – 32S•15Q•16D•4QD                | Andrey Rublev                           | Lorenzo Sonego                          | 6–4, 6–4                                |
| 26 de outubro | Erste Bank Open Viena, Áustria ATP 500 € 1.550.950 – duro (coberto) – 32S•15Q•16D•4QD                | Łukasz Kubot Marcelo Melo               | Jamie Murray Neal Skupski               | 7–65, 7–5                               |
| 26 de outubro | Astana Open Astana, Cazaquistão ATP 250 US$ 337.000 – duro (coberto) – 28S•16Q•16D                   | John Millman                            | Adrian Mannarino                        | 7–5, 6–1                                |
| 26 de outubro | Astana Open Astana, Cazaquistão ATP 250 US$ 337.000 – duro (coberto) – 28S•16Q•16D                   | Sander Gillé Joran Vliegen              | Max Purcell Luke Saville                | 7–5, 6–3                                |

#### Novembro
| Semana de      | Torneio | Campeão(s)                                                         | Vice-campeão(s)                                                    | Resultado                                                          |
| -------------- | --- | ------------------------------------------------------------------ | ------------------------------------------------------------------ | ------------------------------------------------------------------ |
| 2 de novembro  | Rolex Paris Masters Paris, França ATP Masters 1000 € 3.732.680 – duro (coberto) – 56S•28Q•24D                      | Daniil Medvedev                                                    | Alexander Zverev                                                   | 5–7, 6–4, 6–1                                                      |
| 2 de novembro  | Rolex Paris Masters Paris, França ATP Masters 1000 € 3.732.680 – duro (coberto) – 56S•28Q•24D                      | Félix Auger-Aliassime · Hubert Hurkacz                             | Mate Pavić Bruno Soares                                            | 36–7, 7–67, [10–2]                                                 |
| 9 de novembro  | Sofia Open Sófia, Bulgária ATP 250 € 389.270 – duro (coberto) – 28S•16Q•16D                                        | Jannik Sinner                                                      | Vasek Pospisil                                                     | 6–4, 3–6, 7–63                                                     |
| 9 de novembro  | Sofia Open Sófia, Bulgária ATP 250 € 389.270 – duro (coberto) – 28S•16Q•16D                                        | Jamie Murray Neal Skupski                                          | Jürgen Melzer Édouard Roger-Vasselin                               | w.o.                                                               |
| 9 de novembro  | Next Gen ATP Finals Milão, Itália Competição entre jovens promessas - exibição US$ 1.455.000 – duro (coberto) – 8S | Cancelado devido à pandemia de COVID-19                            | Cancelado devido à pandemia de COVID-19                            | Cancelado devido à pandemia de COVID-19                            |
| 16 de novembro | Nitto ATP Finals Londres, Reino Unido Torneio de fim de temporada US$ 5.700.000 – duro (coberto) – 8S•8D           | Daniil Medvedev                                                    | Dominic Thiem                                                      | 4–6, 7–62, 6–4                                                     |
| 16 de novembro | Nitto ATP Finals Londres, Reino Unido Torneio de fim de temporada US$ 5.700.000 – duro (coberto) – 8S•8D           | Wesley Koolhof Nikola Mektić                                       | Jürgen Melzer Édouard Roger-Vasselin                               | 6–2, 3–6, [10–5]                                                   |
| 23 de novembro | Copa Davis: Finais Madri, Espanha Competição de longa duração entre países £ 16.000.000 – duro – 18E               | Restante do torneio adiado para 2021 devido à pandemia de COVID-19 | Restante do torneio adiado para 2021 devido à pandemia de COVID-19 | Restante do torneio adiado para 2021 devido à pandemia de COVID-19 |

## Prêmios em dinheiro
Em 23 de novembro de 2020.
| #  | Jogador               | Simples       | Duplas      | Total         |
| -- | --------------------- | ------------- | ----------- | ------------- |
| 1  | Novak Djokovic        | US$ 6.435.158 | US$ 76.075  | US$ 6.511.233 |
| 2  | Dominic Thiem         | US$ 6.024.876 | US$ 5.880   | US$ 6.030.756 |
| 3  | Rafael Nadal          | US$ 3.856.127 | US$ 25.075  | US$ 3.881.202 |
| 4  | Daniil Medvedev       | US$ 3.607.670 | US$ 15.221  | US$ 3.622.891 |
| 5  | Alexander Zverev      | US$ 3.255.077 | US$ 24.889  | US$ 3.279.966 |
| 6  | Andrey Rublev         | US$ 2.169.487 | US$ 54.378  | US$ 2.223.865 |
| 7  | Stefanos Tsitsipas    | US$ 2.093.232 | US$ 13.218  | US$ 2.106.450 |
| 8  | Pablo Carreño Busta   | US$ 1.736.746 | US$ 204.724 | US$ 1.941.470 |
| 9  | Diego Schwartzman     | US$ 1.550.441 | US$ 34.928  | US$ 1.585.369 |
| 10 | Roberto Bautista Agut | US$ 1.390.184 | US$ 0       | US$ 1.390.184 |

## Distribuição de pontos
A distribuição de pontos para a temporada de 2020 foi definida:
| Categoria                 | T          | F                                        | SF                                       | QF                                       | R16                                      | R32                                      | R64                                      | R128                                     | Q                                        | Q3                                       | Q2                                       | Q1                                       |
| ------------------------- | ---------- | ---------------------------------------- | ---------------------------------------- | ---------------------------------------- | ---------------------------------------- | ---------------------------------------- | ---------------------------------------- | ---------------------------------------- | ---------------------------------------- | ---------------------------------------- | ---------------------------------------- | ---------------------------------------- |
| Grand Slam (S)            | 2000       | 1200                                     | 720                                      | 360                                      | 180                                      | 90                                       | 45                                       | 10                                       | 25                                       | 16                                       | 8                                        | 0                                        |
| Grand Slam (D)            | 2000       | 1200                                     | 720                                      | 360                                      | 180                                      | 90                                       | 0                                        | –                                        | –                                        | –                                        | –                                        | –                                        |
| ATP Finals (S/D)          | 900+FG     | 400+FG                                   | FG                                       | Fase de grupos (FG): 200 por vitória     | Fase de grupos (FG): 200 por vitória     | Fase de grupos (FG): 200 por vitória     | Fase de grupos (FG): 200 por vitória     | Fase de grupos (FG): 200 por vitória     | Fase de grupos (FG): 200 por vitória     | Fase de grupos (FG): 200 por vitória     | Fase de grupos (FG): 200 por vitória     | Fase de grupos (FG): 200 por vitória     |
| ATP Masters 1000 (96S)    | 1000       | 600                                      | 360                                      | 180                                      | 90                                       | 45                                       | 25                                       | 10                                       | 16                                       | –                                        | 8                                        | 0                                        |
| ATP Masters 1000 (56/48S) | 1000       | 600                                      | 360                                      | 180                                      | 90                                       | 45                                       | 10                                       | –                                        | 25                                       | -                                        | 16                                       | 0                                        |
| ATP Masters 1000 (32D)    | 1000       | 600                                      | 360                                      | 180                                      | 90                                       | 0                                        | –                                        | –                                        | –                                        | -                                        | –                                        | –                                        |
| ATP 500 (48S)             | 500        | 300                                      | 180                                      | 90                                       | 45                                       | 20                                       | 0                                        | –                                        | 10                                       | –                                        | 4                                        | 0                                        |
| ATP 500 (32S)             | 500        | 300                                      | 180                                      | 90                                       | 45                                       | 0                                        | –                                        | –                                        | 20                                       | –                                        | 10                                       | 0                                        |
| ATP 500 (16D)             | 500        | 300                                      | 180                                      | 90                                       | 0                                        | –                                        | –                                        | –                                        | 45                                       | –                                        | 25                                       | 0                                        |
| ATP 250 (56/48S)          | 250        | 150                                      | 90                                       | 45                                       | 20                                       | 10                                       | 0                                        | –                                        | 5                                        | –                                        | 3                                        | 0                                        |
| ATP 250 (32/28S)          | 250        | 150                                      | 90                                       | 45                                       | 20                                       | 0                                        | –                                        | –                                        | 12                                       | –                                        | 6                                        | 0                                        |
| ATP 250 (16D)             | 250        | 150                                      | 90                                       | 45                                       | 0                                        | –                                        | –                                        | –                                        | –                                        | –                                        | –                                        | –                                        |
| ATP Cup (S)               | 750 (max.) | Para mais detalhes, veja ATP Cup de 2020 | Para mais detalhes, veja ATP Cup de 2020 | Para mais detalhes, veja ATP Cup de 2020 | Para mais detalhes, veja ATP Cup de 2020 | Para mais detalhes, veja ATP Cup de 2020 | Para mais detalhes, veja ATP Cup de 2020 | Para mais detalhes, veja ATP Cup de 2020 | Para mais detalhes, veja ATP Cup de 2020 | Para mais detalhes, veja ATP Cup de 2020 | Para mais detalhes, veja ATP Cup de 2020 | Para mais detalhes, veja ATP Cup de 2020 |
| ATP Cup (D)               | 250 (max.) |                                          |                                          |                                          |                                          |                                          |                                          |                                          |                                          |                                          |                                          |                                          |

## Prêmios
Os vencedores do ATP Awards de 2020 foram anunciados em dezembro.
- Jogador do ano:  Novak Djokovic;
- Dupla do ano:  Mate Pavić /  Bruno Soares;
- Jogador que mais evoluiu:  Andrey Rublev;
- Revelação do ano:  Carlos Alcaraz;
- Retorno do ano:  Vasek Pospisil;
- Treinador do ano:  Fernando Vicente ( Andrey Rublev);
- Treinador pela carreira Tim Gullikson:  Bob Brett.

- Esportividade Stefan Edberg:  Rafael Nadal;
- Humanitarismo Arthur Ashe:  Frances Tiafoe;
- Excelência em mídia Ron Bookman:  Kevin Mitchell;

Favoritos do torcedor:
- Jogador:  Roger Federer;
- Dupla:  Jamie Murray /  Neal Skupski.